# روبرت ماكدوغال
روبرت ماكدوغال هو سياسي أسترالي، ولد في 16 أبريل 1813 في Fortingall ‏ في المملكة المتحدة، وتوفي في 25 يونيو 1887. انتخب عضو الجمعية التشريعية في فيكتوريا ‏.